# Mortier M1 de 81 mm
Le M1 de 81 mm est un mortier de la Seconde Guerre mondiale utilisé par les Américains.

## Caractéristiques
- Pays : États-Unis.
- Poids : 61,70 kg.
- Longueur du tube : 126 cm.
- Portée : 3 000 m.
- Poids de l'obus : 3,110 kg.
- Cadence de tir : 18 obus par minute.

## Utilisateurs
- Autriche

- Belgique
- République de Chine
- Colombie
- Corée du Sud
- République Dominicaine
- États-Unis
- Éthiopie
- France
- Grèce
- Guatemala
- Haïti
- Honduras
- Japon
- Laos
- Lybie
- Mexique
- Myanmar
- Salvador
- Turquie
- Thaïlande
- Uruguay
- Vietnam
- Nord Vietnam
- Sud Vietnam